# Новохоперський район
Новохоперський район (рос. Новохоперский район) — адміністративна одиниця на сході Воронезької області Росії.
Адміністративний центр — місто Новохоперськ.

## Географія
Новохоперський район розташований в північно-східній частині Воронезької області і межує з півночі - з Грибановським; з півдня - з Воробйовським; із заходу - з Таловським і Аннінським; з південного заходу - з Бутурлинівським; зі сходу - з Поворинським районами області, а також з Волгоградською областю.
Відстань від обласного центру - 200 км. Площа - 2340 км². Основні річки - Татарка,  Савала, Хопер, Єлань.